# Национальный памятник и заказник Аниакчак
Национальный памятник и заказник Аниакчак (англ. Aniakchak National Monument and Preserve) — национальный заказник и памятник общей площадью 2433 км², находящийся на территории вокруг вулкана Аниакчак Алеутского хребта юго-восточной Аляски. Из-за своей удалённости является одной из наименее посещаемых природоохранных территорий Америки (в 2012 году зарегистрировано только 19 посещений). Территория была объявлена Национальным памятником 1 декабря 1978 года, а 2 декабря 1980 года переведена в разряд национальных заказников и памятников. В заказнике не поддерживаются маршруты восхождений, и нет постоянного обслуживания территории службой национальных парков.

## Географическое положение и транспорт
Национальный памятник и заказник Аниакчак находится в 720 километрах юго-западнее Анкориджа в боро Лейк-энд-Пенинсула на Аляскинском полуострове. Центр заказника — кальдера Аниакчак диаметром 9,7 километра. Озеро Сюрпрайз внутри кальдеры является истоком реки Аниакчак, его площадь составляет 2,75 км². Самая высокая точка кальдеры пик Аниакчак (1341 метр). Внутри неё также находится вулкан Вент — вулкан внутри вулкана, который последний раз извергался в 1931 году. Глубина кальдеры — 1 км. В регионе сохраняется вулканическая активность, которая проявляется в повышенной температуре земли и рек (до 80°С).
Национальный памятник и заказник Аниакчак состоит из четырёх физиографических зон. Вулканическая зона — кальдера Аниакчак. Зона нагорья состоит из других пиков Алеутского хребта заказника (только несколько вершин превышают высоту в 900 метров). Зона речной долины включает реки Аниакчак, Мешик и Синдер. Прибрежная зона включает часть побережья Бристолького залива — место обитания водоплавающих и перелётных птиц, и Тихого океана — ареал морских млекопитающих и морских птиц. Площадь памятника 555,1 км², заказника — 1885,8 км² .
Дороги к вулкану проложены только от Порта-Хейдена и подходят к подножью горы. До памятника можно добраться по воздуху. Гидропланы из Кинг-Салмона летают на озеро Мешик (у подножия вулкана Аниакчака), на озеро Сюрпрайз в кальдере и на побережье Тихого океана около заказника. Также до заказника можно добраться по морю.

## Флора и фауна
Аниакчак является местом обитания наземных и морских млекопитающих, водоплавающих и перелётных птиц, рыб, моллюсков и ракообразных, и местом нереста пяти видов тихоокеанского лосося. В заказнике водится множество различных видов животных, включая карибу (лат. Rangifer tarandus), лосей (лат. Alces alces), гризли (лат. Ursus arctos horribilis), волков (лат. Canis lupus), росомах (лат. Gulo gulo), тюленей (лат. Phoca vitulina), морских львов (лат. Otariinae), каланов (лат. Enhydra lutris). Внутри кальдеры проживают (временно или постоянно) медведи, карибу, лисы, белки и орлы.
В ходе исследования популяций рыб в 1988-89 годах в озере Сюрпрайз были найдены представители видов мальма (лат. Salvelinus malma) и нерка (лат. Oncorhynchus nerka). В бассейне реки Аниакчак водились кета (лат. Oncorhynchus keta), горбуша (лат. Oncorhynchus gorbuscha), нерка, мальма и трёхиглая колюшка (лат. Gasterosteus aculeatus).
На территории заказника были зафиксированы 108 видов птиц, из которых 27 находились под угрозой. Среди них были водоплавающие птицы (гусь-белошей (лат. Chen canagica), чёрная казарка (лат. Branta bernicla), сибирская гага (лат. Polysticta stelleri), синьга (лат. Melanitta nigra)), куропатки (белая куропатка (лат. Lagopus lagopus), тундряная куропатка (лат. Lagopus mutus)), гагары (краснозобая гагара (лат. Gavia stellata)), морские птицы (краснолицый баклан (лат. Phalacrocorax urile)), хищные птицы (мохноногий канюк (лат. Buteo lagopus), беркут (лат. Aquila chrysaetos), кречет (лат. Falco rusticolus), сапсан (лат. Falco peregrinus)), прибрежные птицы (бурокрылая ржанка (лат. Pluvialis dominica), чёрный кулик-сорока (лат. Haematopus bachmani), американский пепельный улит (лат. Tringa incana), желтоногий улит (лат. Tringa flavipes), перепончатопалый песочник (лат. Calidris mauri)), морские птицы (длинноклювый пыжик (лат. Brachyramphus marmoratus), короткоклювый пыжик (лат. Brachyramphus brevirostris)).
Извержение 1931 года оставило местность практически без растительности, но флора активно восстанавливается. Наблюдение за тем, как происходит восстановление растительности после извержения, представляет большой интерес для учёных. За исключением нескольких тополей и ив, растущих возле реки Синдер, основную часть растительности составляют кустарники возле озера Мешик. К северу и западу от Алеутского хребта преобладает влажная тундра, а к востоку и югу от гор — горная тундра.

## Климат
Климат Аниакчака влажный, ветреный и холодный. Ветра Тихого океана часто приносят шторма. Заказник находится в зоне континентального субарктического климата. Летом средняя температура в этой области Аляски около 8-11°С, большинство дней пасмурно и влажно. В прибрежных районах туман. Зимой — короткие ясные дни, относительно мало осадков, в основном снег, низкая влажность. Средняя температура ниже нуля для 6-8 месяцев в году. В году только 50-90 дней нет заморозков. Среднее количество осадков в год — 500 мм.

## История
Кальдера Аниакчак образовалась около 1650 года до н. э. во время сильного извержения вулкана (показатель вулканической эксплозивности — 6). В результате одного из извержений около 500 лет назад, на северо-востоке кальдеры образовалась трещина, через которую сейчас течёт река Аниакчак. Последнее извержение было зафиксировано в 1931. Оно вызвало выброс вулканического пепла на расстояние до 480 км.
О людях, живших на данной территории до извержения вулкана в 1650 году до нашей эры, ничего неизвестно, однако существуют свидетельства обитания людей на близлежащих территориях, так что маловероятно, что область была безлюдна. Извержение сильно изменило рельеф местности и скрыло свидетельства жизни людей слоем вулканических пород. Археологические данные показывают, что центральная часть Аляскинского полуострова была колонизирована, оставлена и реколонизирована несколько раз, возможно из-за извержений вулканов и подземных толчков. Побережье Тихого океана было реколонизировано около 2 тысяч лет назад, а побережье реки Мешик — 1600 лет назад. Современные коренные жители считают себя потомками алеутов, но лингвистические исследования предполагают связь с эскимосами — алутииками или юпиками центральной Аляски. Существуют свидетельства, что к востоку от устья реки Аниакчак в XVI—XVII веках было поселение. Других свидетельств поселений коренных жителей на территории заказника найдено не было.
Активное исследование Аляски русскими началось в середине XVIII века. В атласе 1827 года впервые упоминаются окрестности Аниакчака. В 1831 году русским флотом была составлена карта побережья, а в 1840-х были совершены ещё две исследовательские экспедиции.
В 1922 и 1925 годах были проведены исследования региона геологической службой США. Большой вклад в исследование вулканов и ледников Аляски внёс отец Бернард Хаббард — иезуитский священник и профессор геологии. В 1930 году он впервые посетил регион Аниакчака и в составе команды из 5 человек поднялся к истоку реки Аниакчак. Они исследовали кальдеру, нашли в ней фумаролы. Хаббард несколько раз посетил окрестности вулкана и опубликовал статью об Аниакчаке в The New York Times. Затем последовала статья Баррета Уиллоуби «Лунный кратер на Аляске». Извержение 1931 года привлекло к региону повышенное внимание геологов. Директор службы национальных парков, увидев статьи, начал подготавливать документы для признания вулкана национальным памятником. Однако проект долго не проходил из-за расширения парка Катмай и возможности обнаружения нефти на территории будущего заказника.
В 1964 году служба национальных парков начала исследование земель Аляски под названием «Операция Большая Земля». Она посоветовала внести Аниакчак в ряд природоохранных территорий. В августе 1970 года кальдера была признана Национальной природной достопримечательностью. В 1973 году парковая служба предложила в качестве области под Национальную зону отдыха кальдеры Аниакчак территорию вокруг вулкана размером 6070,2 км², которая включала Порт-Хейден. Такому плану воспротивились местные жители, и было предложено создать национальный памятник меньшего размера — 2347,1 км². Основным вопросом оставался запрет на спортивную охоту на территориях национальных памятников, поэтому итоговый вариант проекта предлагал в центре — национальный памятник, а вокруг — национальный заказник. Проект был рассмотрен президентом Картером. 1 декабря 1978 президентским указом был создан национальный памятник площадью 1416,4 км². Так как у конгресса США на рассмотрении находился более общий закон о природоохранных землях Аляски, предполагалось, что это было неокончательное решение. 2 декабря 1980 года президентом Картером был принят федеральный закон о сохранении земель Аляски, прошедший конгресс США, по которому создавался заказник площадью 1885,8 км², а площадь памятника уменьшалась до 555,1 км². Этот закон утверждал создание природоохранной территории для сохранения кальдеры и связанных с ней вулканических пород и ландшафта (включая реку Аниакчак и другие водные объекты) в естественном состоянии, для исследования и поддержания процессов биологического восстановления региона, для защиты мест обитания диких животных, рыб, для разъяснения геологических и биологических процессов, происходящих вблизи Аниакчака, посетителям. Также Акт о сохранении земель Аляски утвердил реку Аниакчак с её притоками Хидден-Крик, Мистери-Крик, Альберт-Джонсон-Крик и Норт-Форк-Аниакчак речной системой под защитой государства.

### Административная история
Официальное создание национального памятника и заказника имело незначительный эффект первые годы. Заказник получил собственный бюджет, однако в начале 1980-х не было сделано никаких административных преобразований или построек на территории Аниакчака. Первое посещение заказника сотрудниками службы национальных парков произошло в 1982 году, к маю 1983 году был сформирован план административных преобразований для Аниакчака. Летом 1983 года началось исследование территории: была изучена береговая линия, кальдера, возможности сплавления на рафтах. В отчёте 1984 года были предложены 3 пути развития администрирования территории, различающиеся количеством персонала и финансирования. В ходе представления отчёта общественности был выбран вариант относительно малого администрирования. План развития не предполагал строительства никаких новых строений ни в Порт-Хейдене ни на территории заказника, предлагалось восстановление деревянной хижины около устья реки Аниакчак и создание пешеходного маршрута между Мешиком и кальдерой. В штате заказника выделили места для двух сезонных рейнджеров. В 1980-х годах из-за непостоянного присутствия службы национальных парков на территории основной функцией персонала было информирование жителей о правилах заказника. Защита памятника стала возможна только в 1991 году с появлением лёгкого самолёта в распоряжении службы.
В 1987 году в кальдеру направилась исследовательская группа из Аляскинского университета в Фэрбенксе. Были получены данные о флоре и фауне заказника. Через год служба национальных парков спонсировала более масштабное исследование биологического разнообразия и археологии Аниакчака. В 1997 году Исторический район залива Аниакчак был включён в Национальный реестр исторических мест США.

## Посетители
В заказнике не поддерживаются маршруты восхождений, и нет постоянного обслуживания территории службой национальных парков. Посетители самостоятельно занимаются охотой, рыбалкой, исследованием природы, альпинизмом, рафтингом, летают на гидропланах к озеру Сюрпрайз в кальдере (часто погодные условия делают такие полёты невозможными).
На территории заказника возможна спортивная охота, в то время как на территории памятника разрешена только охота для пропитания. Наиболее распространённые объекты охоты — медведи и лоси. Опытные путешественники могут сплавится с вершины Аниакчака до океана по реке Аниакчак на рафтах. Общее время сплава — около 3-4 дней.
Аниакчак посещает меньшее количество туристов по сравнению с другими парками службы национальных парков США. Среднее количество посетителей в год (с 2000 года) — 131 человек.
| Посетители заказника Аниакчак |
| ----------------------------- |
|                               |